# 木村典之
木村 典之（きむら のりゆき、1954年4月9日 - ）は、日本の経営者。井関農機社長を務めた。愛媛県出身。

## 経歴・人物
1977年に早稲田大学商学部を卒業し、同年に井関農機に入社した。2007年に執行役員に就任し、2010年に常務を経て、2012年6月に社長に就任。2016年4月から非常勤顧問を務めた。